# 글로벌 크레딧 유니언 아레나
글로벌 크레딧 유니언 아레나(영어: Global Credit Union Arena)는 미국 애리조나주 피닉스에 위치한 실내 경기장이다. WNBA 피닉스 머큐리의 2021년 플레이오프 때 홈경기장으로 사용했다.

## WNBA경기
| 날짜            | 팀1         | 스코어  | 팀2           |
| --------------- | ----------- | ------- | ------------- |
| 2021년 9월 23일 | 뉴욕 리버티 | 82 - 83 | 피닉스 머큐리 |